# Печаткин, Евгений Петрович
Евгений Петрович Печаткин (1838—1918) — русский книготорговец и издатель, революционер, член народнической организации «Земля и воля».
Брат Вячеслава (1819—1898) и Константина (1818—1896) Печаткиных.

## Биография
Родился 7 (19) марта 1838 года в Петербурге. Сын фабриканта П. А. Печаткина,
Учился в Санкт-Петербургском коммерческом училище, которое окончил в 1858 году. Затем окончил юридический факультет Санкт-Петербургского университета.
Был арестован за участие в петербургских студенческих волнениях 1861 года. Был заключён 12 октября в Петропавловскую крепость, из которой переведён в Кронштадт; освобожден 6 декабря 1861 года. В июле 1862 года вновь был арестован в Петербурге по делу «карманной типографии» Петра Баллода и с 11 июля содержался в Петропавловской крепости, откуда был освобождён 2 февраля 1863 года. В 1864 году был к трёхмесячному аресту за хранение прокламаций и рассылке по почте герценского «Колокола».
Печаткин играл значительную роль в книжном деле 1860-х годов; вместе со своим братом В. П. Печаткиным имел книжный магазин. На Офицерской улице, в своём доме приобретённом на имя жены, Варвары Ивановны (урожд. Глушановская), открыл женскую переплётную мастерскую М. А. Куколь-Яснопольского, в которой работали революционно настроенные девушки.
На средства Евгения Печаткина была организована типография А. С. Голицына. В издании книг Печаткин сотрудничал с подпольной организацией И. А. Худякова. Печаткиным были выпущены «Самоучитель для начинающих обучаться грамоте» И. А. Худякова (уничтоженный полицией), «Очерки и рассказы» Г. И. Успенского, «Собрание сочинений» Г. Спенсера, «Замечательные уголовные дела. Стенографические отчеты», составленные С. Н. Ткачевой и другие.
Был вновь арестован 15 апреля 1866 года по подозрению к причастности к делу Каракозова, в квартире Печаткина, магазине и мастерской произвели обыск. Как член нелегальной издательской артели он был заключён в Петропавловскую крепость, откуда освобождён 24 июня. Типография была закрыта, переплётная мастерская пришла в упадок. В конце 1869 — начале 1870 годов он передал свою переплетную мастерскую В. А. Иностранцевой, сестре известного русского ученого-геолога А. А. Иностранцева.
Умер в 1918 году в Петрограде.

## Интересный факт
Е. П. Печаткин был кредитором Ф. М. Достоевского с 1860-х годов. Имя Печаткина встречается в записных книжках Достоевского 1867 года и в письме из Петербурга к своей жене А. Г. Достоевской от 12 февраля 1875 года: «Сегодня встретил у него [Н. А. Некрасова] книгопродавца Печаткина. Боюсь, что передаст другому Печаткину кредитору, и тот меня здесь разыщет». А в «Пушкинском доме» ИРЛИ РАН находятся пять писем Печаткина к Достоевскому.